# Roberto Lippi
Roberto Lippi (Roma, 17 ottobre 1926 – Anzio, 31 ottobre 2011) è stato un pilota automobilistico italiano.

## Carriera
Ha vinto nel 1957 il Campionato Italiano Sport 750 cc e nel 1958 il Campionato Italiano di Formula Junior.
In F1 prese parte, per tre volte, al Gran Premio d'Italia: in due occasioni fallì le qualifiche, mentre nel 1961 fu costretto al ritiro per problemi al motore..
Nel 1982 divenne istruttore CSAI.

## Risultati in Formula 1
| 1961 | Scuderia            | Vettura        |  |  |  |  |  |  |     |  |  |  |  | Punti | Pos. |
| ---- | ------------------- | -------------- |  |  |  |  |  |  | --- |  |  |  |  | ----- | ---- |
| 1961 | Scuderia Settecolli | De Tomaso-OSCA |  |  |  |  |  |  | Rit |  |  |  |  | 0     |      |

| 1962 | Scuderia            | Vettura        |  |  |  |  |  |  |    |  |  |  |  | Punti | Pos. |
| ---- | ------------------- | -------------- |  |  |  |  |  |  | -- |  |  |  |  | ----- | ---- |
| 1962 | Scuderia Settecolli | De Tomaso-OSCA |  |  |  |  |  |  | NQ |  |  |  |  | 0     |      |

| 1963 | Scuderia            | Vettura           |  |  |  |  |  |  |    |  |  |  |  | Punti | Pos. |
| ---- | ------------------- | ----------------- |  |  |  |  |  |  | -- |  |  |  |  | ----- | ---- |
| 1963 | Scuderia Settecolli | De Tomaso-Ferrari |  |  |  |  |  |  | NQ |  |  |  |  | 0     |      |

| Legenda | 1º posto     | 2º posto | 3º posto    | A punti         | Senza punti/Non class.  | Grassetto – Pole position Corsivo – Giro più veloce |
| Legenda | Squalificato | Ritirato | Non partito | Non qualificato | Solo prove/Terzo pilota | Grassetto – Pole position Corsivo – Giro più veloce |